# Калкута (Охајо)
Калкута (енгл. Calcutta) насељено је место без административног статуса у америчкој савезној држави Охајо.

## Демографија
По попису из 2010. године број становника је 3.742, што је 251 (7,2%) становника више него 2000. године.
| Група             | 2000.         | 2010.         |
| Белци             | 3.429 (98,2%) | 3.623 (96,8%) |
| Афроамериканци    | 6 (0,2%)      | 15 (0,4%)     |
| Азијати           | 25 (0,7%)     | 29 (0,8%)     |
| Хиспаноамериканци | 23 (0,7%)     | 28 (0,7%)     |
| Укупно            | 3.491         | 3.742         |